# Chronicon successionis ducum Bavariae et comitum Palatinorum
Chronicon successionis ducum Bavariae et comitum Palatinorum (Übersetzung Chronik des Aufstiegs des Herzogtums Bayern und der Pfalzgrafschaft) ist ein zwischen 1500 und 1506 handschriftlich erschienenes Geschichtswerk des Theologen und Schriftstellers Johannes Trithemius.

## Geschichte
Das „Chronicon successionis ducum Bavariae et comitum Palatinorum“ ist dem Kurfürsten Philipp von der Pfalz gewidmet, in dessen Umfeld Johannes Trithemius um die Jahrhundertwende zum 16. Jahrhundert immer wieder anzutreffen ist. Der Historiker Klaus Arnold zählt das Buch zu den säkularen Geschichtswerken des Trithemius, durch die dieser sich bemühte, bestimmte Mäzene auf seine Seite zu ziehen. Es steht auch in einer Reihe mit der „Chronologia mystica“, die neben den auf Quellen basierenden Tatsachen der Geschichte, astrologische Historiografie propagierte. Die Geschichte des Herzogtums Bayern und der Pfalzgrafschaft wurde zu großen Teilen von der „Chronica de principibus terrae Bavararoum“ des Andreas von Regensburg in ihrer deutschen Übersetzung abgeschrieben und um die Ereignisse der zweiten Hälfte des 15. Jahrhunderts ergänzt.

## Inhalt
Das Werk behandelt die Geschichte der beiden im Titel genannten Territorien in Form einer auf Genealogie basierenden historiografischen Ereigniszusammenstellung. Trithemius beginnt seine Aufzählung mit dem legendären Auszug der beiden Herrscherfamilien aus Troja und beendet sie mit ausführlichen Ergänzungen zur Genealogie des als Auftraggeber zu identifizierenden Kurfürsten Philipp. Trithemius bemüht sich um eine quellenkritische Aufzählung der von ihm verwendeten Geschichtswerke. Unter anderem werden Werke von Lampert von Hersfeld, die Kölner Königschronik und das Speculum Historiale des Vinzenz von Beauvais genannt. Allerdings muss davon ausgegangen werden, dass Trithemius die genannten Werke nie gelesen hat, weil er nicht in der Lage ist, die Quellen richtig zu zitieren.

## Exemplare
Vom „Chronicon successionis ducum Bavariae et comitum Palatinorum“ haben sich lediglich drei Handschriften erhalten. Die älteste findet sich heute in der Bibliotheca Apostolica Vaticana in Rom und wird auf die Zeit zwischen 1500 und 1506 datiert. Daneben haben sich zwei Handschriften in der Bayerischen Staatsbibliothek in München erhalten. Es dauerte nach der Abfassung mehrere Jahrzehnte, bis das Werk in Druck gegeben wurde. Als Offizin fungierte im Jahr 1544 eine Frankfurter Druckwerkstatt. Der große Erfolg dieser Ausgabe machte bereits fünf Jahre später wieder eine Neuauflage nötig, diese erschien 1549. Zu Beginn des 17. Jahrhunderts wurde der Text von Philipp Voegelin übersetzt. Unter dem Titel „Joannis Trithemii chronicon des Hochlöbl. Hauß der Pfaltzgrafschafft bey Rhein und Hertzogthum in Bayern“ kam das Werk 1616 auf den Markt. Besondere Bedeutung für die Verbreitung der Schrift hat die Aufnahme des Textes in die von Marquard Freher herausgegebene Sammelausgabe von Trithemius-Werken unter dem Titel „Opera historica“, die im Jahr 1601 in Frankfurt am Main erschien.